# Shiny Happy People
Shiny Happy People è un singolo del gruppo musicale statunitense R.E.M., pubblicato il 6 maggio 1991 come secondo estratto dal settimo album in studio Out of Time.

## Descrizione
La canzone ha visto la partecipazione vocale di Kate Pierson (non accreditata) dei B-52's, che ha un ruolo importante anche nel video del brano.

## Video musicale
Nel video musicale, i componenti della band, insieme a Kate Pierson, sono intenti a ballare e cantare la canzone, circondati da altre persone, tutte visibilmente sorridenti, in tema col titolo del brano. Il videoclip è aperto da un anziano signore che, pedalando su una bicicletta, mediante un meccanismo fa muovere la variopinta scenografia del video.

## Tracce
US/UK 7"/cassette singles
1. Shiny Happy People – 3:45
2. Forty Second Song – 1:20

UK CD/12"
1. Shiny Happy People – 3:45
2. Forty Second Song – 1:20
3. Losing My Religion (live acoustic version 1) – 4:36

UK "Collectors' Edition" CD
1. Shiny Happy People – 3:45
2. I Remember California (live 2) – 5:42
3. Get Up (live 2) – 3:15
4. Pop Song '89 (live 2) – 3:30

## Successo commerciale
Il brano raggiunse la posizione numero 10 della Billboard Hot 100. Questo fu il quarto singolo dei R.E.M. ad entrare nella top ten negli Stati Uniti. Inoltre il singolo ha raggiunto anche la sesta posizione della classifica inglese, entrando per la prima volta nella top ten di entrambi i paesi. Nonostante l'ottimo successo, il brano non è stato inserito nel greatest hits del gruppo In Time del 2003. Tuttavia appare nella raccolta Part Lies, Part Heart, Part Truth, Part Garbage 1982-2011.

## Classifiche
| Classifica (1991)                | Posizione massima |
| -------------------------------- | ----------------- |
| Australia                        | 19                |
| Austria                          | 14                |
| Belgio (Fiandre)                 | 8                 |
| Canada                           | 3                 |
| Finlandia                        | 12                |
| Francia                          | 10                |
| Germania                         | 10                |
| Irlanda                          | 2                 |
| Italia                           | 12                |
| Norvegia                         | 10                |
| Nuova Zelanda                    | 29                |
| Paesi Bassi                      | 13                |
| Regno Unito                      | 6                 |
| Stati Uniti                      | 10                |
| Stati Uniti (adult contemporary) | 48                |
| Stati Uniti (alternative)        | 3                 |
| Stati Uniti (mainstream rock)    | 8                 |
| Svezia                           | 14                |